# Tesfaye Tafa
Tesfaye Tafa (* 15. November 1962) ist ein ehemaliger äthiopischer Langstreckenläufer.
Bei den Crosslauf-Weltmeisterschaften 1989 in Stavanger wurde er Fünfter im Langstreckenrennen und belegte in der Mannschaftswertung mit Äthiopien den dritten Platz. Im Jahr darauf erreichte er bei den Crosslauf-Weltmeisterschaften in Aix-les-Bains Platz 14 in der Einzelwertung und gewann mit der Mannschaft Silber. Beim Boston-Marathon wurde er Elfter, und beim Marathonlauf der Leichtathletik-Afrikameisterschaften in Kairo errang er Gold.
1991 wurde er Siebter in Boston und siegte beim Amsterdam-Marathon, 1992 wurde er Zehnter in Boston und Vierter beim Peking-Marathon. Beim im Rahmen des San-Sebastián-Marathons ausgetragenen IAAF-Weltcup-Marathon 1993 kam er mit seiner persönlichen Bestzeit von 2:11:57 h auf den 14. Platz.
1998 wurde er Dritter beim Vienna City Marathon.